# Arthur Cravan

Arthur Cravan (seudónimo de Fabien Avenarius Lloyd; 22 de mayo de 1887, Lausana (Suiza) - 1918, océano Atlántico) fue un artista multidisciplinar, considerado un precursor del dadaísmo. Era hijo de Otho Holland Lloyd y sobrino político de Oscar Wilde, que se había casado en 1884 con Constance Mary Lloyd, hermana de Otho.
Durante su corta vida, se dedicó al boxeo, la literatura y la poesía, y llevó una vida viajera de bohemio.
Los motivos de la elección del seudónimo de Arthur Cravan son desconocidos, aunque Arthur Rimbaud era su poeta favorito.

## Biografía
Entre 1912 y 1915, en París, fue el editor y único redactor de la revista Maintenant, de la que produjo cinco números. En ella se unían a las críticas literarias y artísticas excentricidades y provocaciones de todo tipo, prefigurando la aparición inminente de lo que sería el movimiento Dadá. El autor "muestra una concepción enteramente nueva de la literatura del arte que corresponde a la que podría ser, en el terreno del gran espectáculo, la del luchador ambulante o el domador. Llevado de su odio a las librerías enrarecidas donde todo se confunde y, aunque nuevo, está lleno de polvo, Cravan empuja delante de sí el stock de ejemplares de Maintenant en un carrito sin toldo: ¡Veinticinco céntimos el ejemplar! La cortísima y limitadísima experiencia en cuestión parece, a distancia, haber ejercido una virtud descongestionante de primer orden. Es imposible no encontrar en ella los signos precursores del Dada, pese a que la solución buscada allí al malestar intelectual escape por un lado completamente diverso.
Se propone rehabilitar el temperamento, en el sentido físico de la palabra (ya no regresión hacia la infancia del hombre, sino hacia la del mundo, la prehistoria, amor al tío, en este caso Oscar Wilde, presentado en sus últimos años como un paquidermo: "Le adoraba porque parecía un gran animal"); para describirse a sí mismo el poeta encuentra estos acentos líricos".
Por ejemplo, después de haber insultado a la pintora Marie Laurencin, pareja de Guillaume Apollinaire, se vio obligado a rectificar y lo hizo en estos términos:

Puesto que yo he dicho: « He aquí una que necesita que se le levanten las faldas y se le meta una gran... en cierto sitio», yo pido simplemente que se debe entender: « He aquí una que necesita que se le levanten las faldas y se le meta una gran astronomía en el Teatro de Variedades»

En cierta ocasión anunció que se suicidaría en público, lo cual concentró un gran número de curiosos a los que, después de acusarlos de voyeuristas, ofreció una conferencia excepcionalmente detallada sobre la entropía.
En 1915, se va de Francia en plena Primera Guerra Mundial y atraviesa Europa con pasaportes falsos. En 1916, llega a Barcelona, en donde volvió a ejercer de boxeador. El 26 de abril de 1916 combate en la Plaza Monumental con el campeón del mundo Jack Johnson, que le dejó KO en el sexto asalto. Si bien lo tuvo a su merced desde el primer instante, Johnson había cobrado dinero por la filmación del combate, estipulando una duración mínima del mismo, por lo que tuvo que esperar al sexto asalto para noquear a Cravan. Según Bertrand Lacarelle, este combate es el primer «happening» de la historia del arte. El 26 de junio, en el Frontón Condal, se enfrentó al francés Franck Hoche. El combate solo duró un asalto, ya que Cravan se presentó borracho y abandonó al cabo de doce minutos.

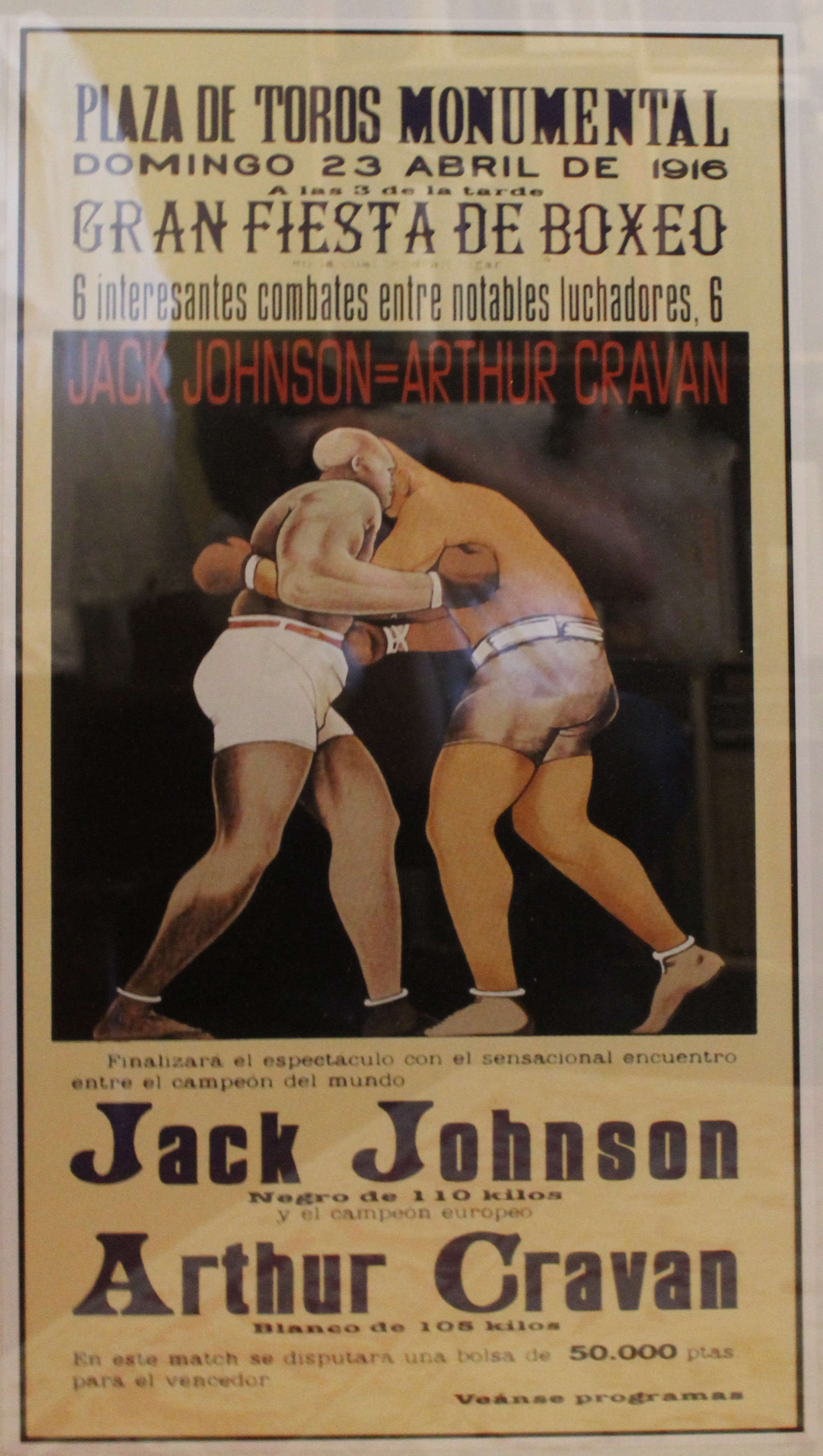
Cartel del combate entre Arthur Cravan y Jack Johnson en 1916 en la plaza de toros Monumental de Barcelona.

Invitado en 1917 por Francis Picabia y Marcel Duchamp a dar una conferencia en la Grand Central Gallery sobre los artistas independientes de Francia y de América, Arthur Cravan se embarca para New York. Aparece en la sala titubeante y visiblemente borracho, da un golpe sobre la mesa y empieza a desvestirse. La policía se lo lleva esposado mientras grita manifestando su indignación, según cuenta Henri-Pierre Roché, que asistió a la escena junto a sus amigos Duchamp y Picabia. Al día siguiente, la prensa de Nueva York le hace reproches pero también se muestra comprensiva: 

El señor Cravan estaba un poco loco, pero sin duda era también independiente. ¿No era la independencia artística el tema de la conferencia? (The Sun, 20 de abril de 1917).

La revista 391 lanzada por Picabia en enero de 1917 en Barcelona le debe mucho al espíritu de Cravan : su filiación con el movimiento dadaísta empieza a partir de ese momento, aunque Cravan no se adhirió nunca formalmente a esta corriente artística.
En Nueva York conoció a la poetisa Mina Loy, con la que vivió una intensa pero breve pasión. Tomándolo por modelo, Mina comenzó una novela titulada Colossus, que dejó inacabada. La entrada de Estados Unidos en la guerra mundial en noviembre de 1917 empuja a la pareja a marcharse a México, donde se casaron en abril de 1918 en la Ciudad de México, ciudad en la que vivieron un tiempo, siempre acuciados por las estrecheces económicas. Al quedar Loy embarazada, la pareja decidió abandonar México en busca de una nueva vida en Argentina. Arthur Cravan desapareció en 1918, en algún lugar del Golfo de México, durante su travesía por el Atlántico rumbo a la Argentina. Su cuerpo nunca fue encontrado. Se cree que dicho barco naufragó por una tormenta y Cravan murió ahogado. Loy volvió a Europa para tener a la hija de ambos, que nació en abril de 1919.

## Posteridad
André Breton le da una gran importancia histórica a la revista Maintenant de Cravan por haber sido la primera donde ciertas preocupaciones extraliterarias, e incluso antiliterarias, toman el paso sobre las demás. En su Antología del humor negro, Breton afirma que es imposible negar los signos anunciadores de Dada en la persona de Cravan.
Guy Debord menciona Arthur Cravan en su libro Panegírico : «Las personas que yo estimaba más que a nadie en el mundo eran Arthur Cravan y Lautréamont, y sabía perfectamente que todos sus amigos, si yo hubiera consentido en proseguir estudios universitarios, me habrían despreciado tanto como si me hubiera resignado a la actividad artística; y, si no hubiera podido tener estos amigos, desde luego no me habría permitido consolarme con otros.»

## Citas
- «Los imbéciles solo ven la belleza en las cosas bellas.» («Pif», Maintenant, n.º 5, marzo-abril 1915)
- «En la calle, pronto solo se verán artistas y tendremos todas las dificultades del mundo para encontrar un hombre.» («L'Exposition des Indépendants», Maintenant, n.º 4, marzo-abril 1914)
- «Nunca entenderé como Victor Hugo ha podido, durante cuarenta años, hacer su oficio. Toda la literatura es : ta, ta, ta, ta, ta, ta. El Arte, el Arte, ¡qué me importa a mí el Arte!» («Oscar Wilde est vivant!», Maintenant, n.º 3, octubre-noviembre 1913)

## Bibliografía

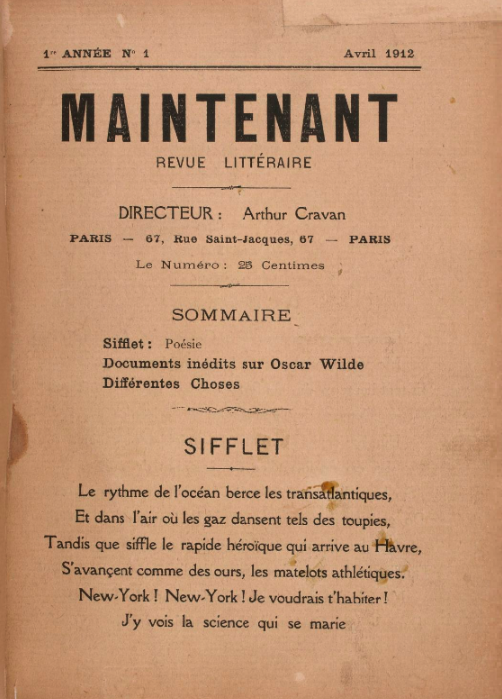
Portada de Maintenant, abril de 1912.